# SANAA-Gebäude

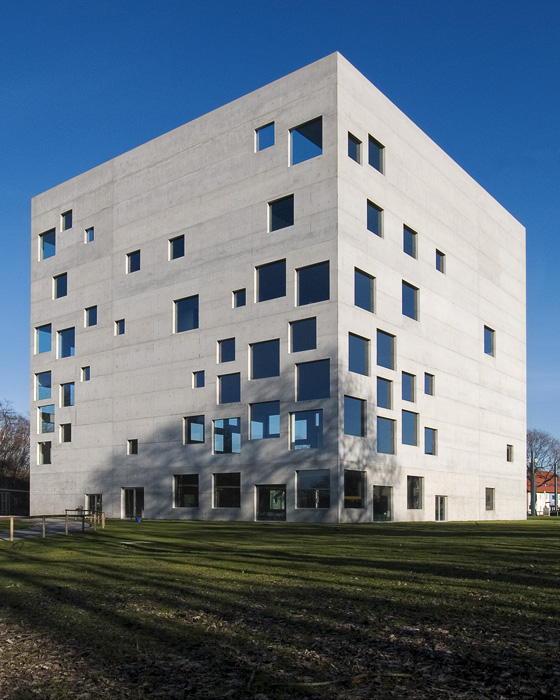
Das SANAA-Gebäude

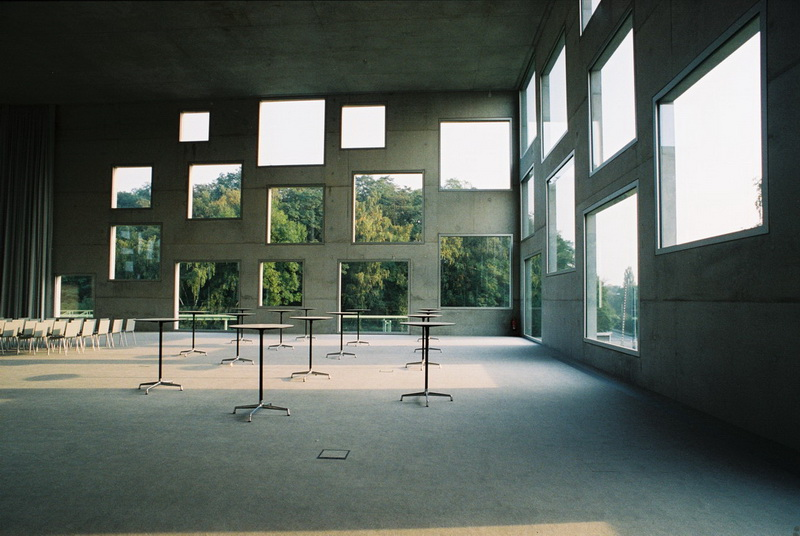
Innenraum

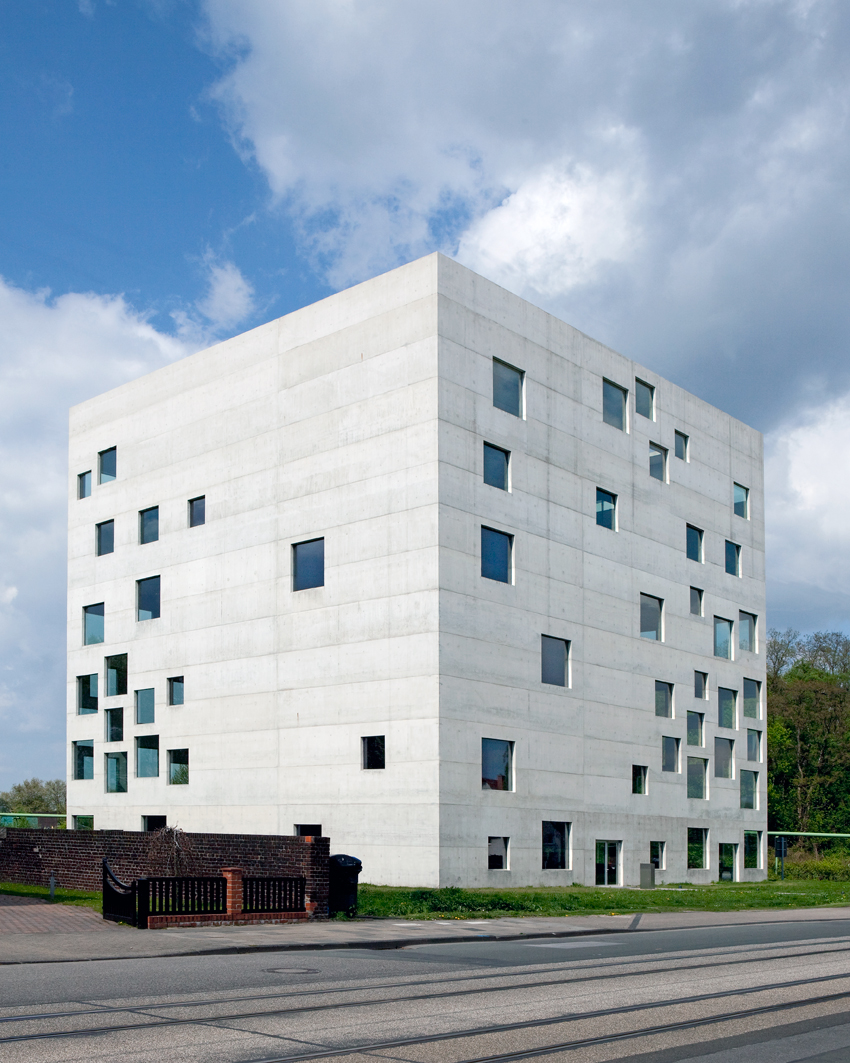
Vorderseite von der Gelsenkirchener Straße

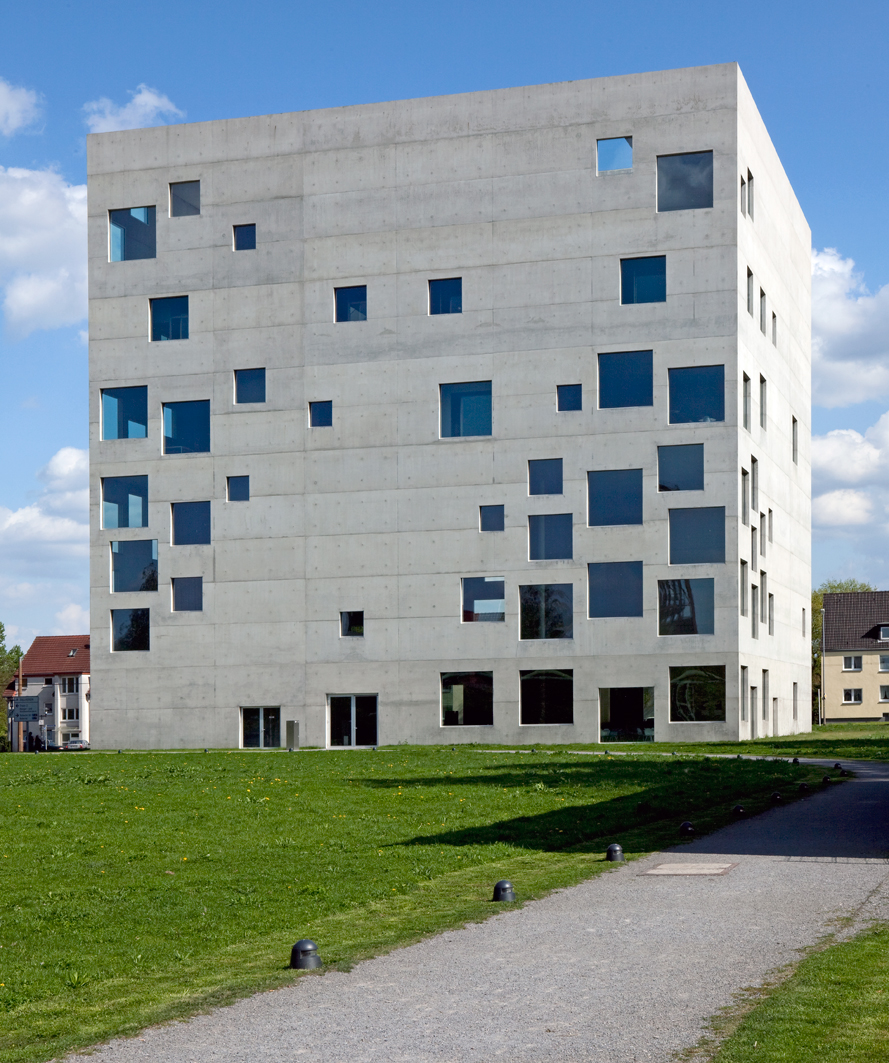
Rückseite von der Zeche Zollverein

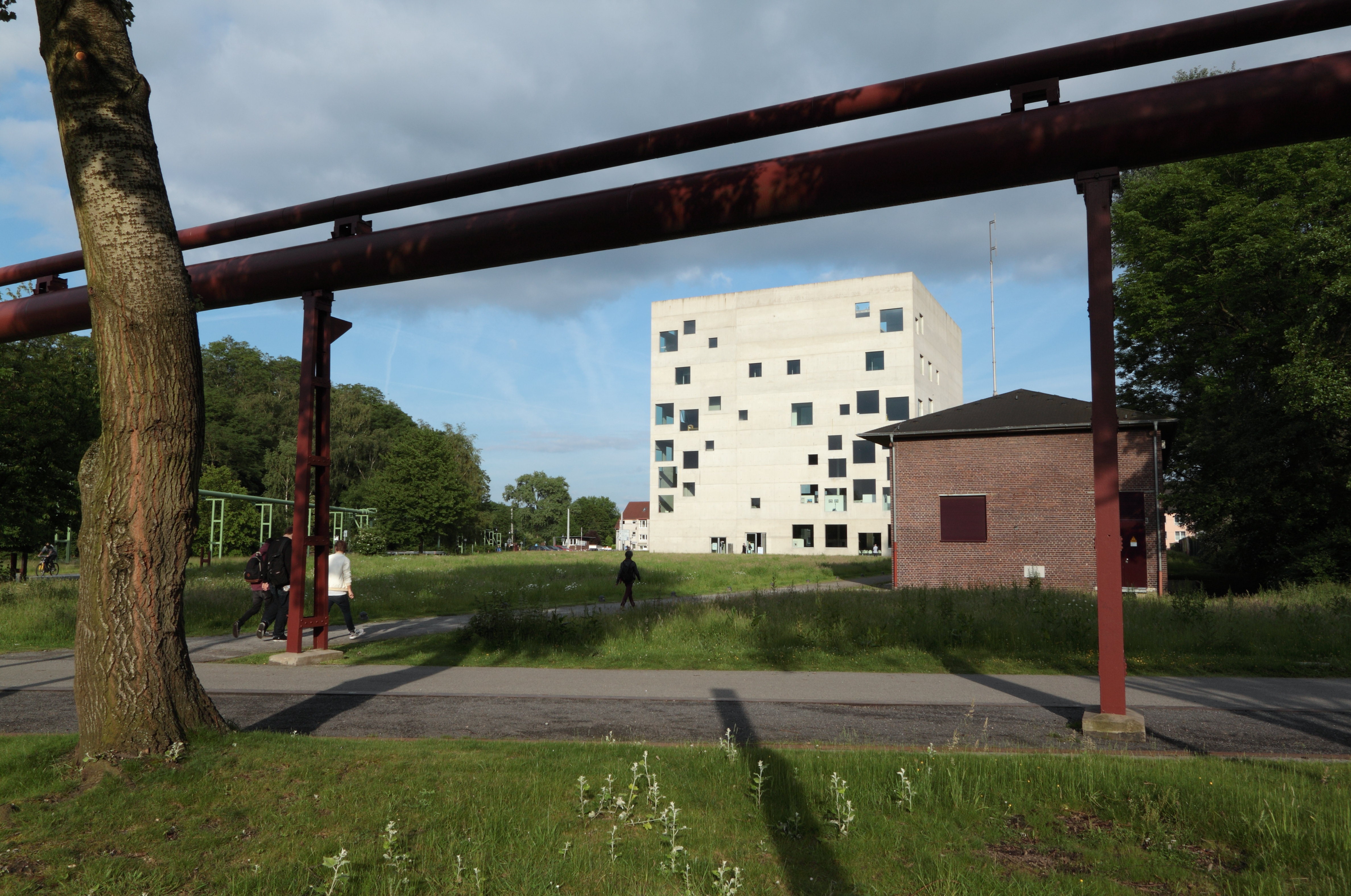
Blick vom eigentlichen Zechengelände, links vom Kubus der Bahnübergang der Zechenbahn über die Gelsenkirchener Straße

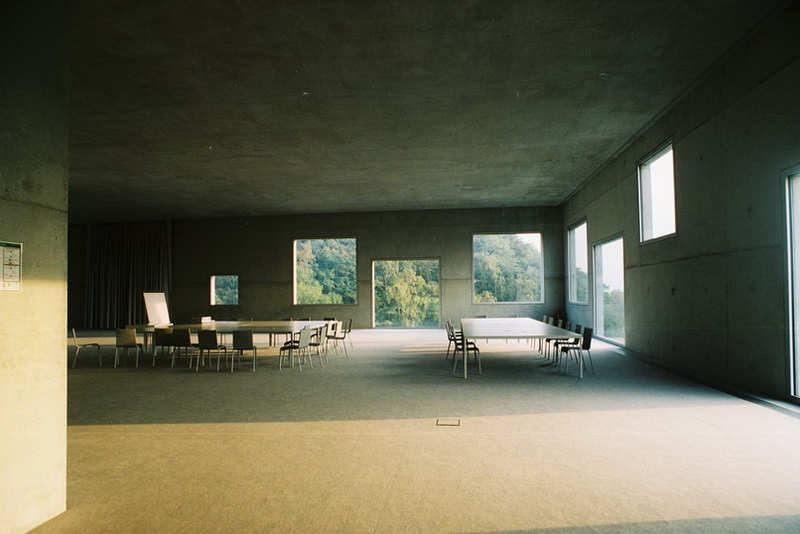
Innenraum

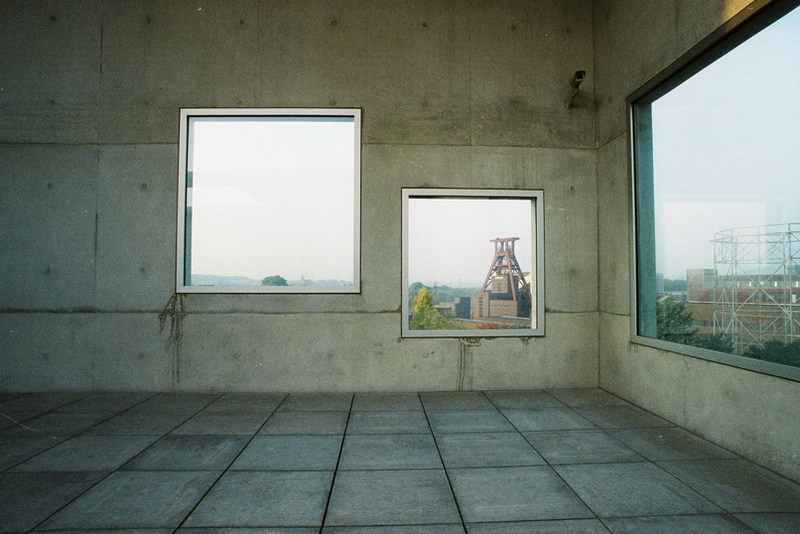
Innenraum

Das SANAA-Gebäude ist ein 2006 errichtetes, architektonisch ausgezeichnetes Hochschulgebäude in Essen. Heute wird es von der Folkwang Universität der Künste für Lehrveranstaltungen, Tagungen und Ausstellungen genutzt. Es wurde von der japanischen Architektin Kazuyo Sejima und ihrem Büropartner Ryue Nishizawa des Architektenbüros SANAA entworfen.
Das Gebäude wurde in der Architekturwelt stark wahrgenommen und mit einem Preis für „beste städtebauliche Symbolik“ ausgezeichnet. Gleichzeitig gab es von Beginn an Kritik an fehlender Nutzbarkeit, hohen Betriebskosten und technischen Mängeln. Das Gebäude wurde bereits weniger als zehn Jahre nach seinem Bau als Sanierungsfall eingestuft. Eine Sanierung der umfangreichen Bauschäden wird geplant, es fand sich bislang allerdings kein Unternehmen zur Durchführung.

## Entstehung und Verwendung
Das SANAA-Gebäude befindet sich im Stadtteil Essen-Stoppenberg, auf wenige Meter angrenzend an die Stadtteile Katernberg und Schonnebeck. Es steht am Eingang der Hauptzufahrt zum Gelände des Weltkulturerbes Zeche Zollverein an der Gelsenkirchener Straße, Ecke Bullmannaue. Zur Errichtung wurde ein vor dem Ersten Weltkrieg von der Süddeutschen Eisenbahn-Gesellschaft errichtetes Straßenbahndepot abgerissen, das zuletzt von der Schraubenfabrik Wilhelmi genutzt worden war. Das Bauwerk steht damit streng genommen nicht auf dem historischen Zechengelände, wird aber zum Gesamtensemble gezählt.
An dieser Stelle sah der Masterplan für das Gelände von Rem Koolhaas/OMA einen städtebaulichen Anziehungspunkt vor, einen zusätzlichen Publikumsmagneten, der zum Wahrzeichen avancieren sollte. Entworfen wurde das Gebäude von der japanischen Architektin Kazuyo Sejima und ihrem Kollegen Ryue Nishizawa des Tokioter Architektenbüros SANAA. Sie gewannen 2002 mit ihrem Entwurf den Gestaltungswettbewerb. Projektarchitektin war die deutsche Architektin Nicole Berganski. Ausgeführt wurde der Bau von dem Essener Architekten Heinrich Böll. Die Gesamtkosten für das Gebäude betrugen 23 Millionen Euro.
Das Gebäude wurde für die kurzlebige Privathochschule Zollverein School of Management and Design errichtet und 2006 eröffnet. Trotz einer staatlichen „Anschubfinanzierung“ von 6,8 Millionen Euro konnte die Hochschule kaum Studierende gewinnen und erzielte niemals nennenswerte Einnahmen. Als ein weiterer maßgeblicher Grund für die wirtschaftlichen Schwierigkeiten wurden die sehr hohen Betriebskosten des Gebäudes angegeben. Bereits 2007 räumte die Hochschule 5.400 der insgesamt 5.700 Quadratmeter des Gebäudes. Nachdem insgesamt 30 Millionen Euro öffentlicher Mittel ausgegeben worden waren, wurde 2008 die Abwicklung der Privathochschule beschlossen.
Nach kurzer Zwischennutzung einer kleinen Teilfläche durch eine Immobilienhochschule mietete 2010 die Folkwang Universität der Künste das Gebäude für ihren Fachbereich Gestaltung. Durch die Anmietung wurde sichergestellt, dass Fördergelder in Höhe von 12 Millionen Euro, die bis 2029 an eine Nutzung als Hochschulgebäude zweckgebunden sind, nicht zurückgezahlt werden mussten. Die monatliche Miete von 24.500 Euro soll teilweise durch Weitervermietungen für Veranstaltungen refinanziert werden.
In der Gesamtheit wird das SANAA-Gebäude vor allem für Lehrveranstaltungen und Tagungen genutzt. Stets Ende Januar und Anfang Februar eines Jahres veranstalten die Master-Studierenden der Fachgruppe Fotografie unter dem Titel „Stopover“ eine künstlerische Ausstellung und einen wissenschaftlichen Workshop. Darüber hinaus findet einmal jährlich, Ende September und Anfang Oktober, die Ausstellung „Finale“ statt. Sie zeigt die Examensarbeiten aller Absolventinnen und Absolventen des Fachbereichs Gestaltung aus dem zurückliegenden Jahr. 
2017 wurde benachbart ein 19.000 Quadratmeter großer Neubau fertiggestellt, der als „Quartier Nord“ den gesamten Fachbereich Gestaltung der Universität beherbergt. Die beiden Hochschulgebäude bilden den „Folkwang Campus Welterbe Zollverein“. Um den Hochschulstandort herum ist eine „Designstadt“ geplant.

## Nutzbarkeit und Wirtschaftlichkeit
Für das SANAA-Gebäude konnte seit seiner Errichtung keine wirtschaftlich vertretbare Nutzungsmöglichkeit gefunden werden. Das Scheitern der privaten Hochschule wurde, neben den geringen Studentenzahlen und Einnahmen, auch den sehr hohen Betriebskosten des Gebäudes zugeschrieben. Diese betragen nach Schätzungen – genau berechnete Zahlen existierten auch zum Zeitpunkt der Schließung der Hochschule nicht – zwischen 300.000 und 400.000 Euro im Jahr, das sind rund tausend Euro täglich. Mit 5 bis 6 Euro monatlich je Quadratmeter reichen damit alleine die Betriebskosten des Gebäudes an die in der Umgebung üblichen Mieten für Bürogebäude heran. 
Hinzu kommt die mangelnde Nutzbarkeit großer Flächen für den Lehrbetrieb, für den das Gebäude errichtet sein sollte und für den die öffentliche Finanzierung zweckgebunden bereitgestellt worden war: Die Seminarräume sind klein, während es weitläufige Freiräume und Zwischengeschosse gibt, die für Lehrzwecke kaum zu verwenden sind. Die Kosten für die tatsächlich nutzbaren Flächen liegen somit noch um ein Mehrfaches höher. Die Lokalpresse fasste die Problematik in dem Kommentar zusammen, „dass der Würfel zwar sehr schön ist, aber eigentlich zu nichts nutze.“
Im Zuge der Renaturierung des Flusses Emscher wurde 2015 bekannt, dass in den Schächten der Zeche Zollverein nur noch bis zum Jahr 2020 Grubenwasser abgepumpt werden soll. Ab diesem Zeitpunkt ist die Beheizung des Gebäudes mit warmem Grubenwasser nicht mehr möglich.
2017 gab das nordrhein-westfälische Bauministerium bekannt, dass das SANAA-Gebäude stark sanierungsbedürftig ist. Der Beton sei verwittert, das Flachdach von Regen und Schnee angegriffen, außerdem müsse wegen des wegfallenden Grubenwassers ein neues Heizsystem eingebaut werden. Der Sanierungsbedarf des Kubus sei „lange bekannt“, die Kosten würden auf jeden Fall bei mehreren Millionen Euro liegen, seien aber noch nicht genau zu beziffern. 2019 wurde der Sanierungsbedarf für das 13 Jahre alte Gebäude vorläufig auf 5,5 Millionen Euro geschätzt. In zwei Ausschreibungen fand sich kein Unternehmen bereit, die Sanierung zu planen und die Kosten berechnen. 2020 wurde der Auftrag ein drittes Mal ausgeschrieben, die Sanierung verzögert sich damit auf unbestimmte Zeit.
Nach der Durchführung neuer Teilnahmewettbewerbe ist die Beauftragung zur Erarbeitung einer Machbarkeitsstudie im September 2021 erfolgt. Die Fertigstellung hat sich verzögert; der Abschlussbericht sollte 2024 vorliegen.

## Architektur

### Konstruktion
Der Fast-Kubus (Grundfläche 35 auf 35 Meter, 34 Meter Höhe) ist in seinem inneren Aufbau großzügig und transparent. Aufenthaltsräume, Bibliothek und Seminar-Räume verteilen sich jeweils auf eigene Ebenen. Drei frei stehende Kerne unterschiedlicher Größe und zwei notwendige Stahlstützen zur Verringerung der Spannweiten der Decken laufen über alle Etagen durch. Die fünfzig Zentimeter starke Flachdecke des Dachs überspannt zwischen den vier Außenwänden, den drei Kernen und den beiden Stützen bis zu sechzehn Meter. Zur Verringerung der Deckeneigenlast um 30 Prozent wurden kugelförmige Kunststoffhohlkörper in den Beton eingelegt. Auch sämtliche Technik des Gebäudes verläuft durch die Decken.
Zur Betonkernaktivierung wurde in die fünfundzwanzig Zentimeter dicken einschaligen Außenwände ein 3000 Meter langes Schlauchsystem einbetoniert. Durch dieses Rohrsystem läuft rund 28 Grad warmes Wasser aus der Wasserhaltung der stillgelegten Zechenschächte. Über einen Wärmetauscher dient das Grubenwasser zusätzlich zur Warmwassererzeugung. Die monolithische Wandbauweise soll als Verweis auf die Bestandsbauten auf dem Gelände verstanden werden, die zur Entstehungszeit ebenfalls aus einschaligem Mauerwerk errichtet wurden.

### Fassade
Während im Wettbewerbsentwurf aus dem Jahre 2005, der noch ein feinmaschiges Fensterraster vorsah, 3500 unterschiedlich große Fenster die Fassaden zierten, sind es im realisierten Entwurf lediglich 132 in vier unterschiedliche Größen. Die Fassade musste dabei vor allem aus konstruktiven Aspekten abgeändert werden. Auffälliges Merkmal des Gebäudes ist weiterhin die Konzentration der Fenster zu den gegenüberliegenden Ecken (Südwesten und Nordosten) und die nicht ablesbare Geschossigkeit. Die Fenster sind nicht rein nach ästhetischen Gesichtspunkten platziert, sondern aufgrund einer Tageslichtsimulation, die unter anderem die geplante Grundrissnutzung (Bibliothek, Computerarbeitsplatz, Seminarraum etc.), die Ausrichtung und die Geschosshöhe berücksichtigte. Danach veränderten die Architekten die Positionierungen noch geringfügig unter Berücksichtigung der Ausblicke, die das Gebäude bieten könnte. So befinden sich die meisten Fenster an der südwestlichen Ecke, also in Richtung des Geländes der Zeche Zollverein. Aus dem Gebäude bieten sich so immer neue Ausblicke und eingerahmte Impressionen der Umgebung. 
Auch die Türöffnungen nach außen sind alle quadratisch und nicht in einheitlicher Größe. Um die optische Abweichung von der repetitiven Fassadenstruktur so gering wie möglich zu halten, wurde auf sonst übliche Gestaltungselemente der Eingänge verzichtet. Lediglich Kieswege deuten die Positionen der Türen an.

### Innere Aufteilung
Die 5700 Quadratmeter des Gebäudes verteilen sich auf fünf Geschosse. Im Erdgeschoss befindet sich ein freistehender, gestaffelter Hörsaal. Außerdem waren ein Empfangstresen und eine Cafeteria vorgesehen. Der Hörsaal ist rundum doppelverglast, wobei zwischen den Glasscheiben ein Vorhang eingezogen ist. Zur Verbesserung der Akustik ist die innere Glasschicht nach innen geneigt. Aufgrund schallreflektierender Oberflächen haben andere Bereiche des Erdgeschosses ungünstige akustische Eigenschaften.
Die höheren Geschosse erreicht man über einen der Aufzüge im größten oder über Treppen in den anderen beiden Kernen. Das erste Obergeschoss entspricht mit seiner großen Deckenhöhe von zehn Metern der Beletage des Gebäudes. Grauer Teppich dämpft hier den Schall. Abgesehen von wenigen Möbelstücken ist die Etage leer. Sie ist als Multifunktionsraum vorgesehen und besitzt an vielen Stellen des Fußbodens Anschlüsse für Strom und Internet. 
Das zweite Obergeschoss enthält durch weißen Verputz von den Sichtbetonkernen abgesetzte Quader, welche die Seminarräume beherbergen. Das dritte Obergeschoss besteht aus voll verglasten Büros für Professoren und Verwaltung. Die Büros sind über einen umlaufenden Gang erreichbar und untereinander durch quadratische Innenhöfe verbunden. Die Höfe gehören zum Außenraum und gestalten sich in der obersten Etage als Einblick gewährende Bodenöffnungen. Ansonsten soll die oberste Ebene einen skulpturalen Charakter haben. Drei große Öffnungen im Dach mit verglasten Fensteröffnungen schaffen private Außenräume. 
Die Planung der Architekten sah vor, dass alle Geschosse der Privathochschule, insbesondere das Dachgeschoss, öffentlich zugänglich sein sollten. Dies wurde nicht realisiert, alle Obergeschosse blieben ausschließlich den Nutzern vorbehalten. Abweichend von der Planung wurde auch die Bepflanzung der Innenhöfe des Verwaltungsgeschosses und auf der obersten Ebene nicht umgesetzt.

## Architekturpreis
Der Bund Deutscher Architekten zeichnete das SANAA-Gebäude 2010 mit dem Architekturpreis Nike in der Kategorie „beste städtebauliche Symbolik“ aus. Die BDA-Jury urteilte: „Souveräne Zurückhaltung und Selbstbewusstsein lassen das Bauwerk in eine ebenso angemessene wie spannungsreiche Wechselwirkung mit dem Welterbe-Ensemble der Nachbarschaft treten.“
Unter der Überschrift „Rein bautistisch“ kritisierte Andreas Rossmann in der Frankfurter Allgemeine Zeitung diese Entscheidung und bezeichnete das Gebäude als ein „schönes, aber unbrauchbares Stück Architektur“. Hingewiesen wird auf die nutzungsunfreundliche Planung des Gebäudes sowie technische Mängel wie das nicht funktionierende Heizsystem, das zu enge Treppenhaus und mangelhafte Fluchtwege, die eine Nutzung für Ausstellungen und Veranstaltung kaum möglich machen.
Das Gebäude wurde auch mit dem Location Award 2014 ausgezeichnet.